# Замосковный край

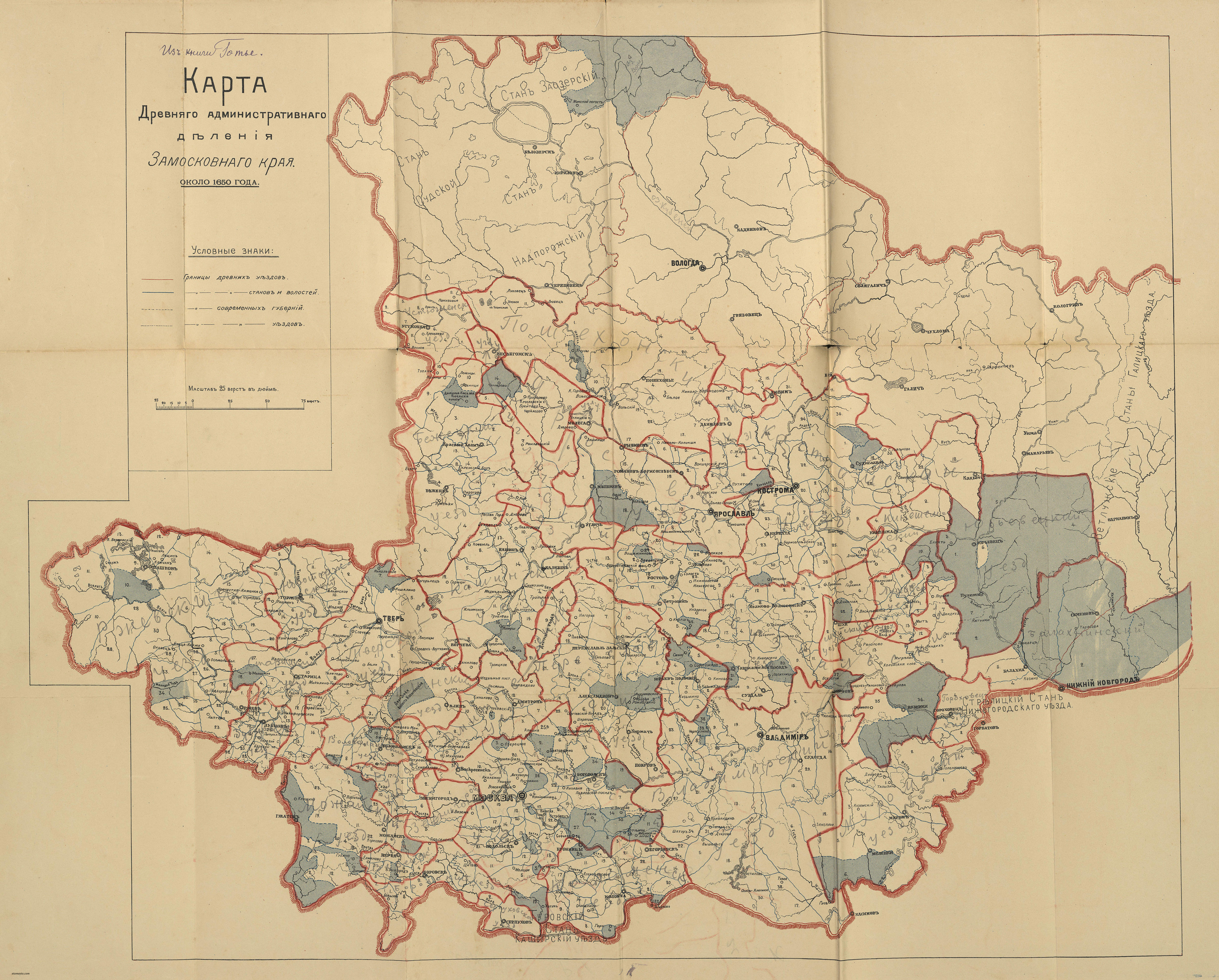
Карта-схема из книги Ю. В. Готье «Замосковный край в XVII веке»

Замоско́вный край, или Замоско́вье — часть Русского государства, находившаяся в бассейне верхней Волги и по левому берегу Оки, а также её левых притоков — Клязьмы, Москва-реки и других. Охватывала по большей части Ополье и Ростово-Суздальскую землю. На юге Замосковный край граничил с Рязанской землей, на севере — с Новгородскими пятинами, на востоке — с Поволжьем и Вятским краем, на западе — со Смоленской землёй.
Термин «Замосковный край» употреблялся в официальных документах в XVI—XVII веках, тогда это была наиболее заселённая и экономически развитая часть Руси. Наиболее крупный и экономически развитый город — Ярославль (по населению уступал только столице); другие значимые центры — Нижний Новгород, Кострома, Углич, Переславль-Залесский, Коломна, Дмитров, Владимир, Муром, Гороховец.

## Состав
Основу Замосковного края составляли следующие уезды:

| - Балахнинский - Бежецкий - Верейский - Владимирский - Галицкий - Гороховецкий - Дмитровский - Звенигородский - Зубцовский - Кашинский - Кинешемский | - Клинский - Коломенский - Костромской - Лушский - Московский - Муромский - Переяславский - Пошехонский - Романовский - Ростовский - Рузский | - Серпуховский - Старицкий - Суздальский - Тверской - Углицкий - Устюженский - Шуйский - Юрьевецкий - Юрьевский - Ярославский |

Некоторые уезды иногда включались, а иногда — нет:
- Арзамасский
- Белозерский
- Боровский
- Вологодский
- Волоколамский
- Малоярославский
- Можайский
- Нижегородский
- Новоторжеский
- Ржевский

## Дальнейшая судьба
По областной реформе Петра I, осуществлённой в 1708 году, Замосковный край в основном вошёл в состав Московской губернии.